# Даница Аћимац
Даница Аћимац (Београд, 29. децембар 1928 — Београд, 11. јун 2009) била је српска глумица.

## Биографија
Као дете је почела да се бави глумом у позоришту, играјући у опери Каваљер са ружом. Године 1939. је први пут рецитовала на Радио Београду, а 1950. одлази на Цетиње са групом студената глуме и управником Цетињског позоришта Мињом Дедићем, док је друга група студената са Сојом Јовановић основала Београдско драмско позориште.
Након једне сезоне, прешла је код Бате Амара у Нишко народно позориште у ком се прославила као краљица Ана, играјући у представи Чаша воде од Скриба. Након три сезоне прелази са Батом Амар у Хумористичко позориште, данашње Позориште на Теразијама, где је затекла ансамбл који су сачињавали Миодраг Петровић Чкаља, Мића Татић, Гута Добричанин, Љуба Дидић, Бранка Митић, Ана Красојевић, Вера Ђукић, Ђокица Милаковић, Жељка Рајнер... Са многима од њих је радила све саме хит представе.
Касније их је Радивоје Лола Ђукић окупио за снимање прве прве ТВ серије Сервисна станица, 1959. године. Играли су уживо и из студија се директно преносио програм. Играла је у серијама и филмовима: Сервисна станица, Срећа у торби, На место, грађанине Покорни!, Огледало грађанина Покорног, Лицем у наличје, Црни снег, Људи и папагаји, Златна праћка, Баксуз, Недељковићи, Сачулатац, Спавајте мирно, Недозвани, Непријатељи народа, Покојник, Десет заповести, Вежбе из гађања, Дипломци, Ћу, ћеш, ће, Два другара, Отписани... Тумачила је улоге у представама Пут око света, Београд некад и сад, Наследство, Заводник, Породица Бло, Силом муж и многим другим.
Даница Аћимац и Миодраг Петровић Чкаља добили су 1977. награду читалаца ТВ Новости Она и Он као најпопуларнији глумачки пар године за наступе у тада популарној ТВ емисији Недељно поподне.
Поред глуме, бавила се педагогијом и дефектологијом. Имала је васпитну улогу на људе који су се са њом сусретали. Познати песник и новинар Саша Миливојев је њен унук.

## Улоге
| Год.     | Назив                              | Улога                   |
| -------- | ---------------------------------- | ----------------------- |
| 1950.-те |                                    |                         |
| 1959.    | Туђе дете                          |                         |
| 1960.-те |                                    |                         |
| 1961.    | Срећа у торби                      |                         |
| 1964.    | На место, грађанине Покорни!       | Жена Амазонца           |
| 1964.    | Огледало грађанина Покорног        | Мира                    |
| 1965.    | Лицем у наличје                    | Медицинска сестра       |
| 1966.    | Лола Ђукић и Новак Новак           |                         |
| 1966.    | Црни снег                          | сељанка Десанка         |
| 1966.    | Људи и папагаји                    | Лула                    |
| 1967.    | Златна праћка                      | Станија                 |
| 1967.    | Забавља вас Мија Алексић           |                         |
| 1968.    | Спавајте мирно                     | Мама                    |
| 1969.    | Баксуз                             |                         |
| 1969.    | Недозвани                          |                         |
| 1969.    | Непријатељ народа                  |                         |
| 1969.    | Покојник (ТВ)                      | Агнија - Вукицина тетка |
| 1969.    |                                    | Миличина сестра         |
| 1969.    | Баксуз                             | жена у трамвају         |
| 1970.-те |                                    |                         |
| 1970.    | Десет заповести                    | Партијски секретар      |
| 1971.    |                                    |                         |
| 1971.    |                                    |                         |
| 1972.    | Смех са сцене: Савремено позориште |                         |
| 1972.    | Ћу, ћеш, ће (ТВ мини серија)       |                         |
| 1975.    | Отписани                           |                         |
| 1976.    |                                    | Чистачица               |
| 1976.    | Два другара                        |                         |
| 1980.-те |                                    |                         |
| 1985.    |                                    |                         |
| 1990.-те |                                    |                         |
| 1997.    |                                    |                         |